# Testosteron (medicatie)
Testosteron (T) is een medicijn en een natuurlijk voorkomend steroïdhormoon. Het wordt gebruikt voor de behandeling van mannelijk hypogonadisme, genderdysforie en bepaalde vormen van borstkanker. Het kan ook worden gebruikt om het atletisch vermogen te vergroten in de vorm van doping. Het is onduidelijk of het gebruik van testosteron bij lage testosterongehaltes als gevolg van veroudering gunstig of schadelijk is. Testosteron kan worden toegediend door middel van een gel of pleister die op de huid wordt aangebracht, een injectie in een spier, een tablet die in de wang wordt geplaatst of een tablet die via de mond wordt ingenomen.
Vaak voorkomende bijwerkingen van testosteron zijn acne, zwelling en borstvergroting bij mannen. Ernstige bijwerkingen zijn onder andere leverschade, hartziekten en gedragsveranderingen. Vrouwen en kinderen die aan testosteron worden blootgesteld, kunnen masculinisatie ontwikkelen. Het wordt aanbevolen dat personen met prostaatkanker het medicijn niet gebruiken. Het kan schadelijk zijn voor de baby als het wordt gebruikt tijdens de zwangerschap of tijdens het geven van borstvoeding. Testosteron behoort tot de groep van medicijnen die androgenen wordt genoemd.
Testosteron werd voor het eerst geïsoleerd in 1935 en in 1939 goedgekeurd voor medisch gebruik. Het percentage dat testosteron gebruikt is in de Verenigde Staten tussen 2001 en 2011 drie keer zo hoog geworden. Het staat op de lijst van essentiële geneesmiddelen van de Wereldgezondheidsorganisatie. Het is verkrijgbaar als generiek medicijn. De prijs is afhankelijk van de sterkte en toedieningsvorm van het product. In 2017 was het het 132e meest voorgeschreven medicijn in de Verenigde Staten met meer dan vijf miljoen recepten.